# Theodoor Rombouts

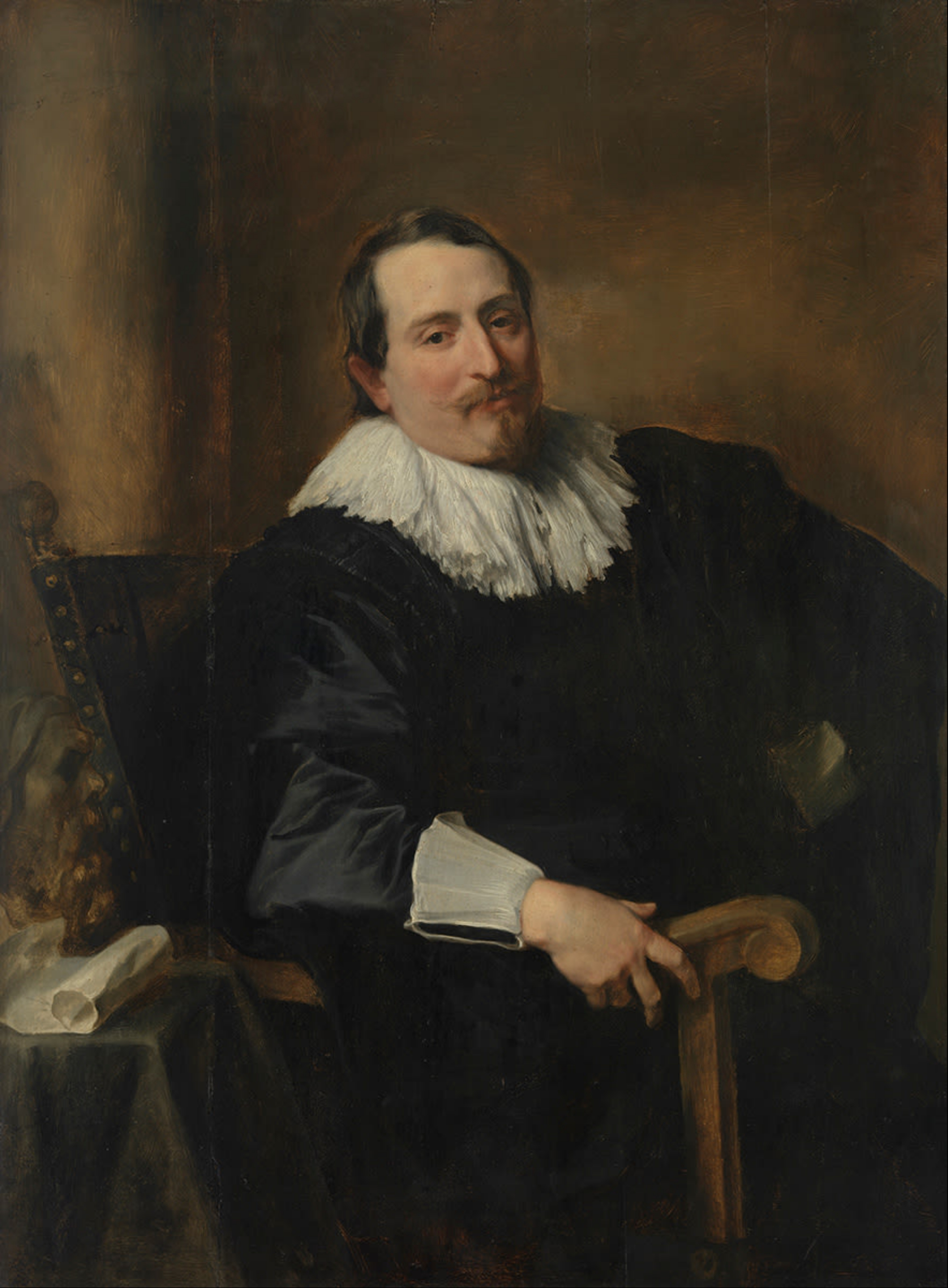
Porträt von Theodoor Rombouts von Anthonis van Dyck

Theodoor Rombouts (* 2. Juli 1597 in Antwerpen; † 14. September 1637 ebenda) war ein flämischer Maler, der vor allem bekannt ist für seine karavaggischen Genreszenen, die lebendige dramatische Zusammenkünfte sowie religiös-thematische Werke darstellen. Er gilt als der primäre und originellste Vertreter des flämischen Karavaggismus. Diese Caravaggisten waren Teil einer internationalen Bewegung europäischer Künstler, die das Werk Caravaggios und seiner Anhänger auf persönliche Art und Weise interpretierten.

## Leben
Rombouts wurde in Antwerpen geboren als Sohn von Bartholomeus Rombouts, einem wohlhabenden Schneider, und Barbara de Greve.  Er war 1608 Schüler von Frans (Franchois) van Lanckvelt und studierte später auch bei Abraham Janssens und möglicherweise Nicolas Régnier in Antwerpen. 1616 reiste er nach Rom und blieb dort bis 1625.  Er ist aufgezeichnet in der römischen Pfarrei Sant’Andrea delle Fratte, sowie zwei anderen flämischen Malern, Francesco Tornelli (Tournier?) und Robert d’Orteil. Es ist möglich, dass er bei einem Besuch in Florenz den Karawagisten Bartolomeo Manfredi kennen lernte und für Cosimo II. de’ Medici arbeitete.  Er reiste 1622 auch nach Pisa.

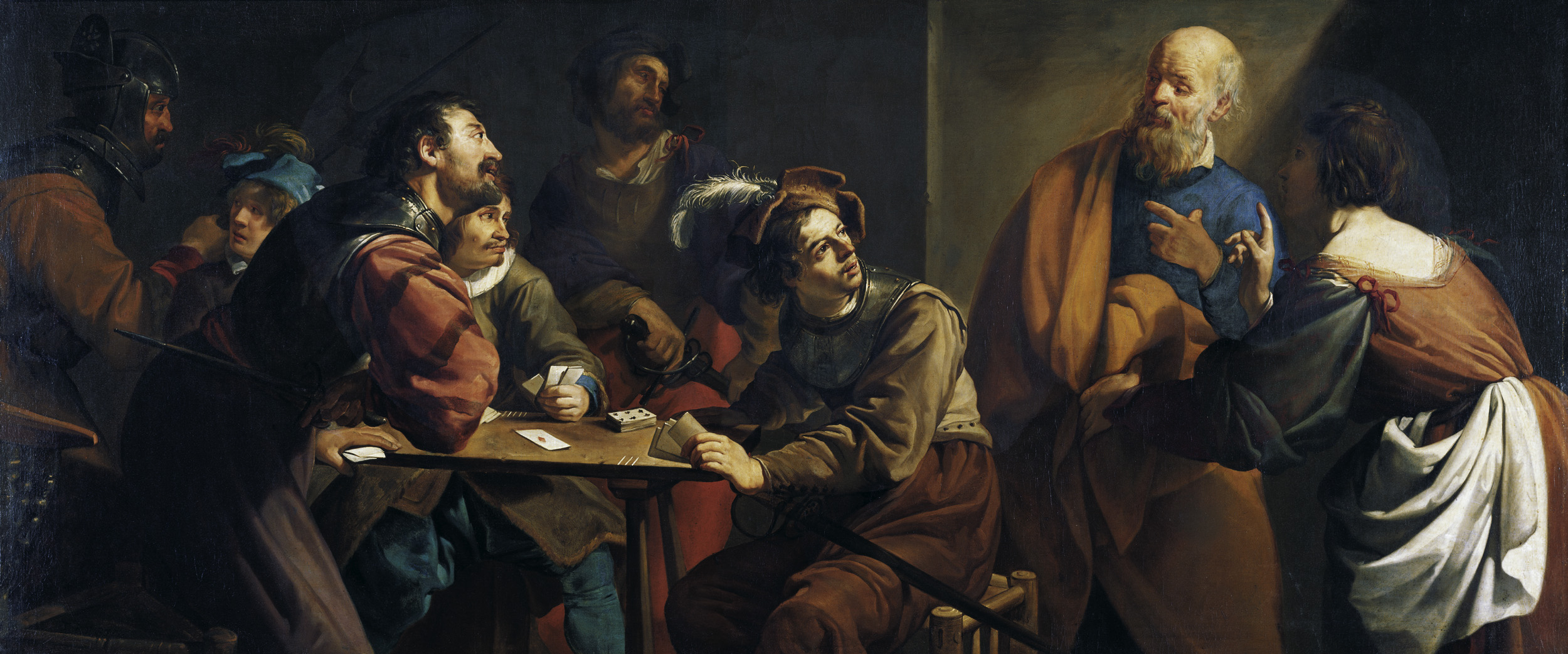
Die Verleugnung des Petrus

Nach seiner Rückkehr nach Antwerpen 1625 wurde er Meister der Lukasgilde. Im Jahre 1627 heiratete er Anna van Thielen, die aus einer adligen Familie stammte. Im Jahr nach der Hochzeit bekam das Paar eine Tochter. Der Bruder seiner Frau, Jan Philip van Thielen, wurde 1631 sein Schüler und ein Stilllebenmaler statt eines Genre- oder Historienmalers wie Rombouts.

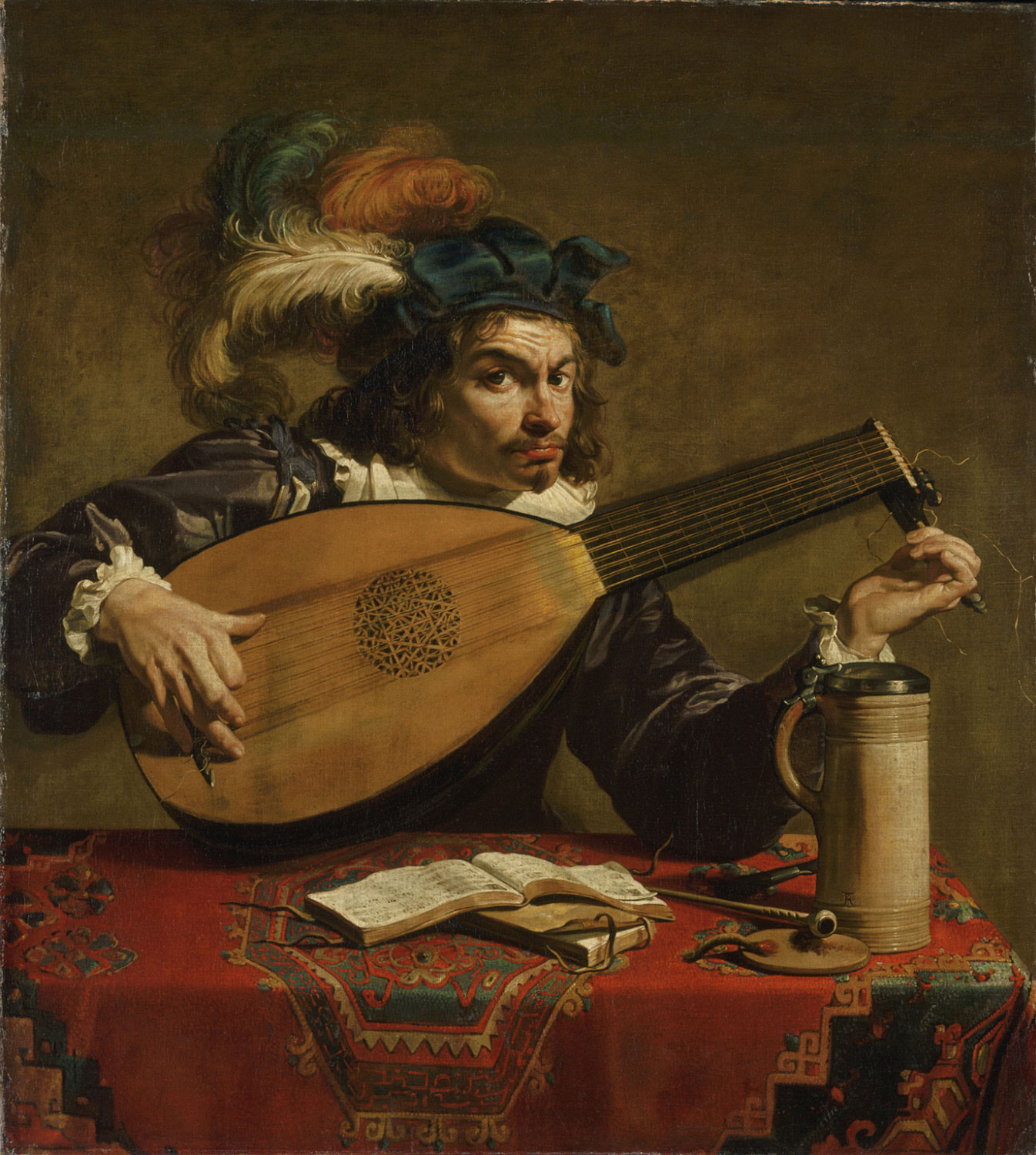
Der Lautenspieler

In der Zeit von 1628 bis 1630 war Rombouts Diakon der Gilde in Antwerpen. 1635 arbeitete Rombouts zusammen mit anderen Künstlern am Programm der Ausschmückung für den Blijde Inkomst (feierlicher Einzug) des Kardinal-Infanten Ferdinand in Antwerpen, das unter der allgemeinen Leitung von Rubens stand. Er starb in Antwerpen nicht lange nach der Fertigstellung dieses Dekorationsprojekts.
Rombouts’ Schüler waren Nicolaas van Eyck, sein Schwager Jan Philip van Thielen und Paulus Robyns.

## Werke
Er malte hauptsächlich profane Werke sowie einige Altaraufsätze und zivile Aufträge.  Seine profanen Werke zeigen fröhliche Gesellschaften, Musiker, Kartenspieler, sowie einige der anderen caraveggesken Themen wie Die Leugnung von St. Peter und die Fünf Sinne. Er arbeitete auf Bestellung und für den freien Markt.  Viele seiner Aufträge kamen von Mäzenen, die in der Stadt Gent ansässig waren.
Seine monumentalen Genrestücke wurden auf horizontalen Leinwänden gemalt.  Er malte auch einige religiöse und mythologische Werke auf horizontale Leinwände, wie z. B. Christus vertreibt die Geldwechsler aus dem Tempel (Königliches Museum der Schönen Künste (Antwerpen)).

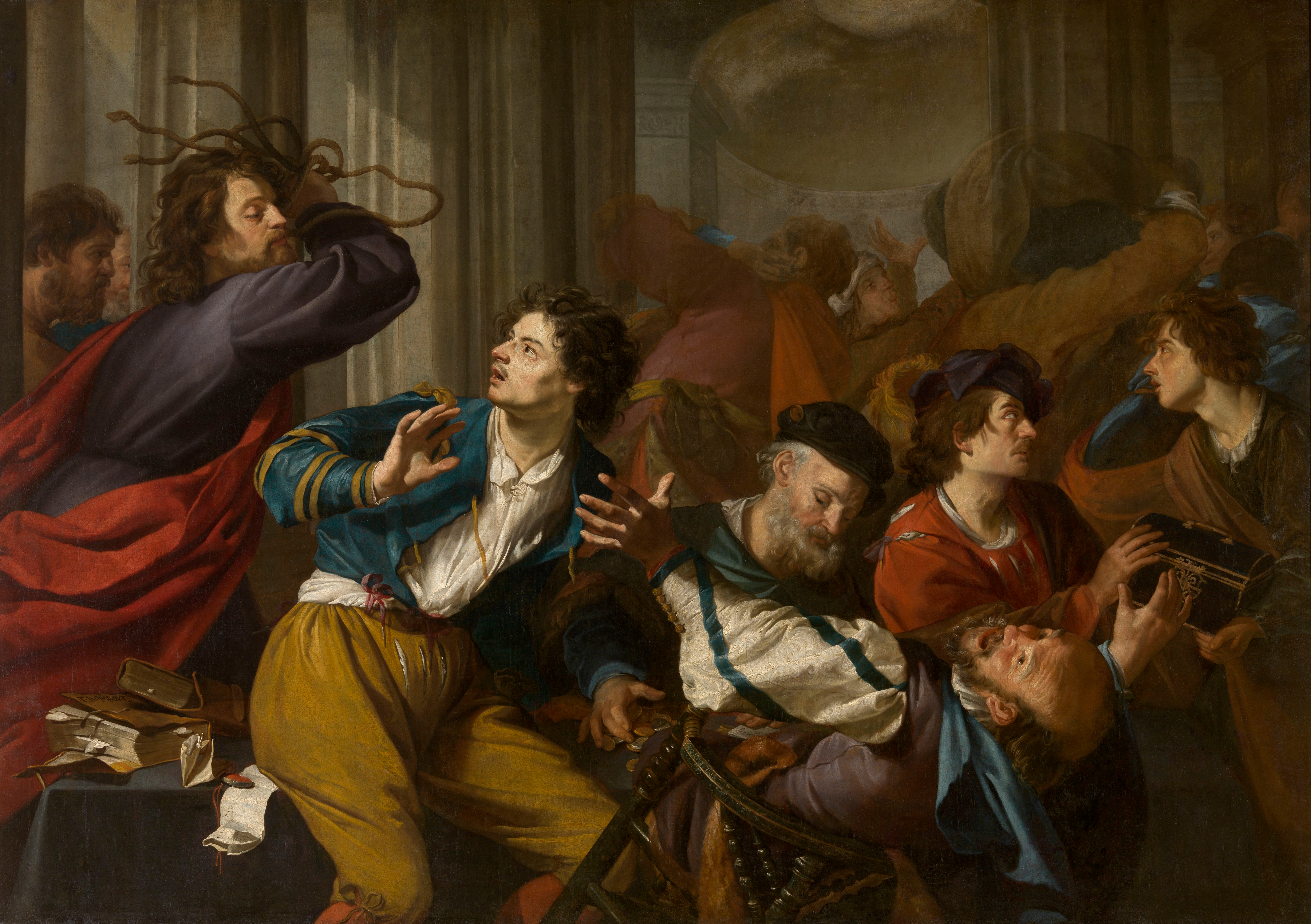
Christus vertreibt die Geldwechsler aus dem Tempel

Seine frühen Werke waren im Idiom seines Meisters Abraham Janssens. Janssens war einer der frühesten flämischen Künstler war, der in einem Caraveggio-beeinflussten Stil, kombiniert mit starken klassizistischen Tendenzen, malte.  Rombouts’ frühe Komposition Cephalus und Procris deutlich. (Eremitage, Sankt Petersburg, 1610er Jahre), die er vor seiner Abreise nach Italien malte, zeigt diesen Einfluss.  In ihrer Dreidimensionalität und der Verwendung klassischer Formen ist diese Komposition eindeutig Janssens zu verdanken.
Rombouts war nach seiner Rückkehr aus Italien sehr erfolgreich während der Blütezeit der Caravaggio-Bewegung in den Spanischen Niederlanden von 1620 bis 1640.  Seine karavaggischen Konversationsstücke sind realistisch und ausdrucksstark.  Sein Werk aus dieser Zeit zeichnet sich aus durch die Verwendung von Helldunkel, das Querformat und ein ausgeprägtes, manchmal skulptural anmutende Modellierung, das auf den Einfluss seines Meisters Abraham Janssens hinweist. Seine Verwendung von Diagonalen in der Komposition und perspektivischen Abkürzung, die illusorische Verwendung von Verkürzungen und die Vermeidung eines konventionellen Hintergrunds sind in einem Werk wie die Kartenspielern  (Königliches Museum der Schönen Künste (Antwerpen)) deutlich präsent. Wie im Werk seines Meisters Janssens haben Rombouts’ Figuren einen fast skulpturalen Charakter.

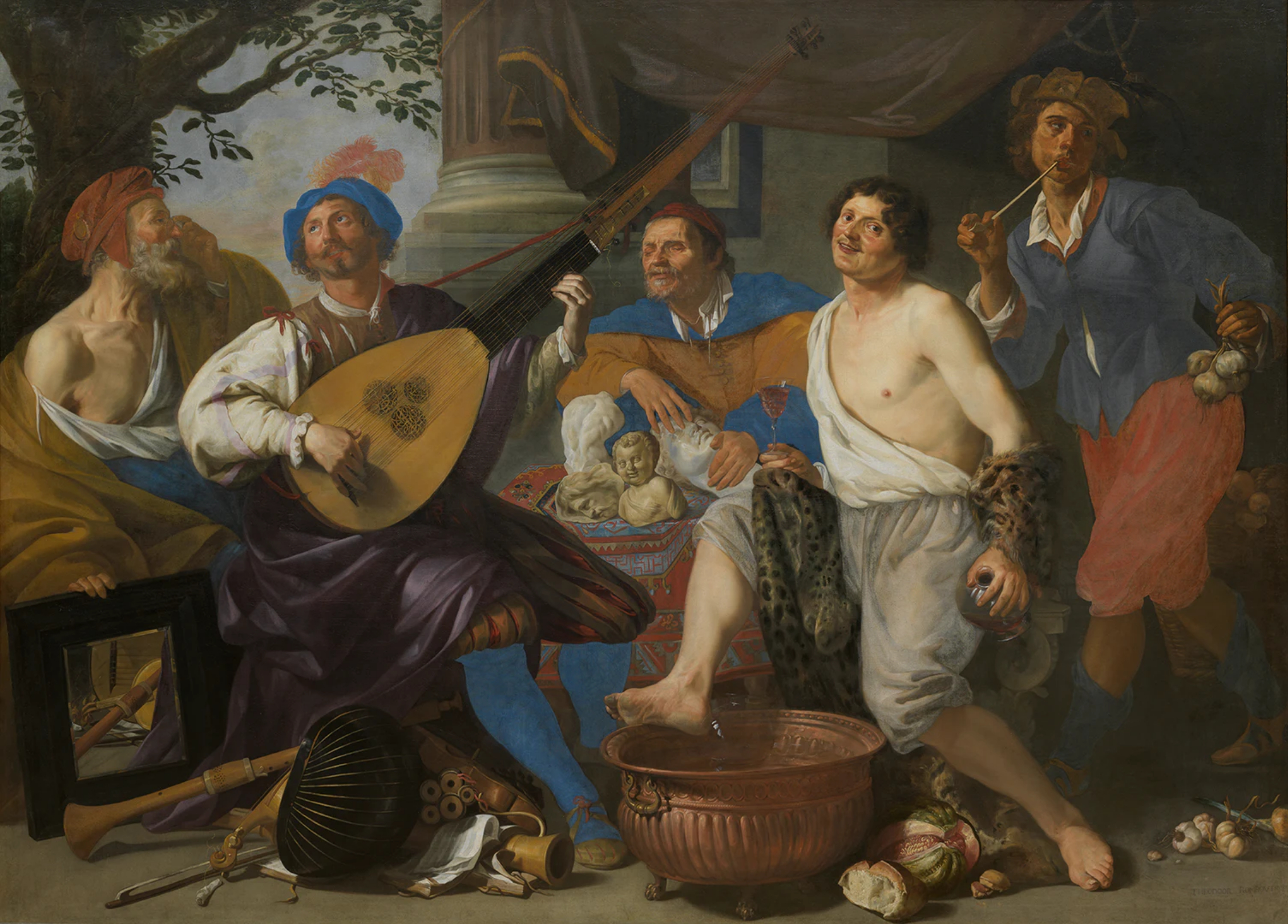
Allegorie der fünf Sinne

Die Popularität der Caravaggio-Bewegung verlor nach 1630 an Schwung. Rombout gab die Hell-Dunkel-Effekte seiner frühen Werke auf zugunsten einer gemäßigteren Beleuchtung, weicherer Übergänge und einer helleren Farbpalette. Ein gutes Beispiel dafür ist die Mystische Hochzeit der Heiligen Katharina (St.-Jakobs-Kirche, Antwerpen). Dieser Spätstil nähert sich dem Spätwerk von Rubens an, mit dem er 1635 zusammenarbeitete bei der Realisierung der Dekorationen für den Blijde Inkomst (feierlicher Einzug) des Kardinal-Infanten Ferdinand in Antwerpen.
Rombouts war der erste flämische Maler, der, wie Gerrit van Honthorst in der Republik der Sieben Vereinigten Provinzen, einzelne Musiker, Männer und Frauen, malte. Es ist wahrscheinlich, dass er diese Art der Malerei entwickelte eher unter dem direkten Einfluss der Werke von Caravaggios Schülern, deren Werke er in Italien gesehen hatte, als durch die Vermittlung der niederländischen Caravaggisten. Der Lautenspieler  (Königliches Museum der Schönen Künste (Antwerpen), 1620er Jahre) ist ein gutes Beispiel, das den Einfluss von Manfredi und Valentin de Boulogne auf Rombouts. Andere flämische Maler wie Jacob Jordaens, Gonzales Coques, Jan Cossiers und Gillis Remeeus übernahmen später den Typus des einzigartigen Musikers. Die Themen der fünf Sinne und der sieben Todsünden tauchen häufig auf in seinem Werk.
Er arbeitete oft zusammen mit anderen flämischen Meistern wie Adriaen van Utrecht, für den er seinen Stilllebenkompositionen Figuren hinzufügte.